# Miro Luperi
Miro Luperi (Bagni di San Giuliano, 29 aprile 1911 – Garfagnana, 28 novembre 1944) è stato un partigiano italiano combattente durante la Resistenza al nazifascismo.

## Biografia
Ha giocato come portiere nella Sarzanese.
Nel febbraio 1931, per obbligo di leva, fu arruolato nella Regia Marina.
Fu imbarcato sull'incrociatore Alberico da Barbiano come trombettiere, rimanendo su questa nave fino all'agosto 1933, allorquando venne posto in congedo per fine ferma.
Fu successivamente assunto nell'Arsenale Militare Marittimo della Spezia.
Dopo l'armistizio dell'8 settembre 1943, si rifiutò di collaborare con i tedeschi e, prima si diede alla macchia, poi nel marzo 1944 si aggregò nella Brigata Garibaldi "Ugo Muccini", nella quale conseguì il grado partigiano di tenente.
Il 28 novembre 1944, al comando di una ventina di partigiani, conquistò un'importante posizione sul Monte d'Animo, in Garfagnana. Dopo un contrattacco di due compagnie tedesche, decise di sacrificarsi per consentire la ritirata dei suoi compagni di lotta, resistendo a lungo sulla posizione finché fu colpito mortalmente.
Il suo gesto gli valse la Medaglia d'oro al valor militare.

## Onorificenze
http://www.old.comune.sarzana.org/Citta/Cultura/Storia/Antifascismo_Resistenza/Luperi_Miro.htm